# لنی (فیلم)
لنی (به انگلیسی: Lenny) فیلم زندگینامه‌ای ۱۱۱ دقیقه‌ای به کارگردانی باب فاسی و بازی داستین هافمن است که زندگی کمدین آمریکایی، لنی بروس را به تصویر می‌کشد.